# Istituto di Cardiologia di Montréal
L'Istituto di Cardiologia di Montreal (Institut de Cardiologie de Montréal - Montreal Heart Institute) è un ospedale specializzante nelle cure, nella ricerca, nell'insegnamento e nella prevenzione delle malattie del cuore, sito a Montréal (5000 rue Bélanger, Montréal, Québec, Canada).
L'Istituto è stato fondato nel 1954 dal cardiologo Paul David grazie al sostegno delle Suore della Carità di Montreal. Inizialmente ospitato nell'ospedale Maisonneuve, dal 1966 si è trasferito nella sede attuale, che è stata ingrandita negli anni '70 e di nuovo nel 1995. L'Istituto è oggi affiliato all'Università di Montréal ("Réseau universitaire integré de santé de l'Université de Montréal").